# Madöd
Madöd ist eine Wüstung auf dem Gebiet der Gemeinde Hohenfels im oberpfälzischen Landkreis Neumarkt in der Oberpfalz in Bayern. Sie liegt im Truppenübungsplatz Hohenfels.

## Geschichte
Madöd war ein Ort der 1944 aufgelösten Gemeinde Bergheim, die dem Heeresgutsbezirk Hohenfels zugeteilt wurde. Die Einöde bestand 1925 aus zwei Wohngebäuden und hatte 18 Einwohner. 1950 kam Madöd zur Gemeinde Nainhof-Hohenfels und hatte zwei Wohngebäude und neun Einwohner.